# Vile Parle
Pour les articles homonymes, voir Vile.
Vile Parle est une ville de banlieue de Bombay, également connue sous le nom de Parle. C'est également le nom de la gare ferroviaire de cette localité, sur la Mumbai suburban railway et la Western Railway line. 

## Histoire
Le 26 novembre 2008, Vile Parle et Bombay ont été touchés par une série d'attentats.